# Internrevision
Internrevision är en revision som utförs internt inom en myndighet, företag eller annan verksamhet.  Internrevision är ett verktyg för att ta temperaturen för en specifik verksamhet, att det fungerar som det är beskrivet och tänkt att fungera. Syftet är att ständigt förbättra verksamheten. Revisionen ska genomföras objektivt och enligt god revisionssed. Den ska vara kvalitetssäkrad, genomföras med integritet och förtroende samt med god kompetens.

## Definition
Internrevisionen stärker organisationens förmåga att skapa, skydda och upprätthålla värden genom att ge styrelse och ledningen oberoende, riskbaserad och objektiv försäkran, rådgivning, insikt och proaktivitet. 
Internrevision handlar om att ge företagens styrelse och ledningen en klar bild hur verksamheten inom företaget fungerar, dess viktigaste processer samt rutiner inkluderat. Fast internrevision pågår inom företaget, kan hjälp tas av utomstående leverantörer. Vid internrevision kan det föreslå sätt att förbättra intern styrning och kontroll, så att hela processen kan skapa värde för företaget. 
Internrevision skiljer sig från organisation till organisation. Vissa typer av företag har särskilda krav för hur interna revisionen bör skötas. Till exempel kräver Finansinspektionen i Sverige att internrevisionen av finansiella bolag bör följa vissa regler och riktlinjer. Till dessa typer av företag hör bland annat kreditinstitut, försäkringsföretag och banker. Då krävs oftast en kombination av kunnande inom internrevision samt regelverkskompetens inom branschen. De största myndigheter har oftast en internrevisionsfunktion och det är regeringen som bestämmer detta. 
Alla företag har inte internrevision som ett krav, men kan ändå vara bra att genomföras. Med hjälp av en internrevision kan företagets styrelse och ledning få en helhetsbild på viktiga nyckeltal samt företagets situation, som sedan kan hjälpa vid intern kontroll, styrning och eventuell riskhantering. Dessa bidrar till att skapa trygghet för företagets styrelse och ledning samt ägare.

## Riktlinjer
The Institution of Internal Auditor (IIA) är det globala institutet för internrevisorer. IIA har mer än 245 000 medlemmar världen över och det finns nationella institut i mer än 150 länder. I Sverige  grundades Internrevisorernas förening 1951 vars syfte är att främja och utveckla internrevision. Föreningen har ca 750 medlemmar. 
IIA ger ut globala standarder för internrevision. De nya standarderna trädde ikraft 9 januari 2025 och finns översatt till svenska. IIA:s Globala standarder för internrevision vägleder internrevisorer i yrkesmässigt utförandet av internrevision globalt och skapar en grund för att utvärdera och höja kvaliteten på internrevisionsfunktionen. Standarderna bygger på 15 vägledande principer som främjar effektiv internrevision. Varje princip stöds av standarder som innehåller krav, överväganden vid tillämpning och exempel på sätt att styrka överensstämmelse. Tillsammans hjälper dessa beståndsdelar internrevisorer att uppnå principerna och syftet med internrevision. 

## Forskning
Tidigare forskning inom intern revision har främst skett internationellt men på senare år har en även en del forskning gjorts i Sverige. Majoriteten av forskningen inriktar sig på sambandet mellan kostnader för intern revision och den nyttan/värdet som den ger, samt granskningsmetoder för internrevision eller outsourcing av internrevisionen. Under det senaste årtiondet har den interna revisionen fått en betydande roll för riskhantering, compliance och kontroll (GRC). 